# Pusztaszer
Pusztaszer é um município da Hungria, situado no condado de Csongrád-Csanád. Tem 48,93 km² de área e sua população em 2019 foi estimada em 1.365 habitantes.